# 13333 Carsenty
13333 Carsenty (1998 SU59) là một tiểu hành tinh vành đai chính.